# Wioska przeklętych (film 1995)
Wioska przeklętych (ang. Village of the Damned) – amerykański film fabularny (horror) z roku 1995 w reżyserii Johna Carpentera. Remake filmu pod tym samym tytułem z 1960 roku, oparty na powieści Johna Wyndhama Kukułcze jaja z Midwich.

## Opis fabuły
Wszyscy ludzie w mieście zapadają w dziwną śpiączkę trwającą sześć godzin. Gdy po tym czasie budzą się z niej, okazuje się, że dziesięć kobiet jest w ciąży. Wszystkie rodzą w jednakowym czasie identyczne dzieci (pięciu chłopców i pięć dziewczynek). Jednak jedna z kobiet rodzi martwe dziecko – dziewczynkę. Gdy dzieci dorastają, są prawie nie do rozróżnienia: wszystkie są albinosami – mają białe włosy, ziemistą cerę i przerażające spojrzenie. Ciągle trzymają się razem. Jeden z chłopców, David, próbuje się wyłamać spod kontroli przewodzącej w tej grupie Mary, ale Mara nie zamierza zmienić celu, dla którego cała dziesiątka się urodziła.

### Metoda uśmiercania
Gdy dorosła osoba powie dzieciom coś nieprzyjemnego, niechcący je uderzy lub chociażby będzie się w nie wpatrywać, zauważy coś przed czym nie ma ucieczki. Oczy dziecka zaczną świecić: początkowo na zielono, gdy jednak przejdą do czerwieni, człowiek ginie z własnej ręki.
Jedyną metodą odparcia ich ataków będzie blokowanie myśli (głębokie rozmyślenia, np. o morzu lub ceglanym murze)

## Obsada
- Christopher Reeve - Dr. Alan Chaffee
- Kirstie Alley - Dr. Susan Verner
- Linda Kozlowski - Jill McGowan
- Michael Paré - Frank McGowan
- Meredith Salenger - Melanie Roberts
- Mark Hamill - Wielebny George
- Thomas Dekker - David McGowan
- Lindsey Haun - Mara Chaffee
- Cody Dorkin - Robert
- Trishalee Hardy - Julie
- Jessye Quarry - Dorothy
- Adam Robbins - Issac
- Chelsea DeRidder Simms - Matt
- Renee Rene Simms - Casey
- Danielle Keaton - Lily